# Jhansi (Distrikt)
Der Distrikt Jhansi (Hindi झांसी जिला, Urdu جھانسی ضلع) ist ein Verwaltungsdistrikt des nordindischen Bundesstaats Uttar Pradesh. Der Distrikt liegt sich am Südrand der nordindischen Ebene 200 km nordöstlich von Agra in der historischen Region Bundelkhand. Er erstreckt sich über eine Fläche von 5024 km². Die Hauptstadt ist Jhansi.

## Geschichte
Nach dem Tod des regierenden Rajas des Fürstenstaats Jhansi Ganga Dhar Rao im Jahr 1854, konfiszierte die Britische Ostindien-Kompanie dessen Fürstentum unter der doctrine of lapse, da der Raja nur einen Adoptivsohn und keinen leiblichen Sohn gehabt hatte. Anschließend wurde der Verwaltungsdistrikt Jhansi eingerichtet. In den folgenden Jahrzehnten erfolgten einige Änderungen der Distriktgrenzen, bis diese ab 1891 weitgehend konstant blieben. Während des Indischen Aufstands von 1857 gehörte die Region zu den Aufstandszentren. Im 1947 unabhängig gewordenen Indien kam der Distrikt zum Bundesstaat Uttar Pradesh. 1950 wurden Teile der ehemaligen Fürstenstaaten Tori Fatehpur, Orcha, Samthar, Dhurwai, Banka Pahari und Samthar eingegliedert. 1951–1952 wurden einige Dörfer des benachbarten Distrikts Jalaun inkorporiert. Nach dem Zensus 1961 umfasste der Distrikt 10.062 km² mit 1.087.479 Einwohnern und war damit der flächenmäßig zweitgrößte Distrikt in Uttar Pradesh, lag aber im Bezug auf die Bevölkerungszahl nur auf Platz 39. 1974 wurde die südliche Hälfte als neuer Distrikt Lalitpur abgetrennt.

## Bevölkerung
Die Einwohnerzahl betrug beim Zensus 2011 1.998.603. Im Jahr 2001 waren es noch 1.744.931. Das Geschlechterverhältnis betrug 890 Frauen auf 1000 Männer. Die Alphabetisierungsrate lag bei 75,05 % (85,38 % unter Männern, 63,49 % unter Frauen).
91,26 % der Bevölkerung waren Anhänger des Hinduismus und 7,40 % Muslime.

## Verwaltungsgliederung

### Tehsils
Der Distrikt ist in 5 Tehsils gegliedert:
- Garautha
- Jhansi
- Mauranipur
- Moth
- Tahrauli

### Kommunale Selbstverwaltungen
Im Distrikt Jhansi gibt es eine Municipal Corporation: Jhansi.
Ferner gibt es folgende Nagar Palika Parishads im Distrikt:
- Barua Sagar
- Chirgaon
- Gursarai
- Mauranipur
- Samthar

Des Weiteren gibt es die Cantonment Boards Babina und Jhansi sowie 452 Gram Panchayats im Distrikt.